# آل ينفع
قرية آل ينفع شهران هي أحد قرى مركز تمنية في منطقة عسير، جنوب المملكة العربية السعودية. تعتبر قرية تراثية وذات مناخ معتدل وطبيعة خضراء. وهي تبعد عن مدينة أبها 45 كلم. تحتوي على مبان تراثية من القصب ويبرز فيها التراث العمراني لمنطقة عسير. وتقع ضمن 10 قرى تراثية تعمل إمارة منطقة عسير بالتعاون مع البلديات المحلية على تطويرها وحفظ مظاهر التراث فيها، لجعلها وجهة سياحية في العام 2019.

## السكان
سكنت القرية من قبل أكبر قبائل تمنية وأقدمها (قبيلة آل ينفع)، والتي يعود نسبها إلى ينفع بن بدار بن مالك بن ربيعة بن شهران، حسب ماورد في كتاب صفة جزيرة العرب.

## تطوير القرية
في عام 2019 تم تدشين برنامج يحفظ تراث قرى منطقة عسير (مبادرة تحسين المشهد الحضاري)، وعلى إثره يتم تطوير القرية وحفظ مظاهر التراث العمراني فيها إلى جانب تسع قرى أخرى.